# That’ll Be the Day
Это статья о песне. Об одноимённом альбоме см. That’ll Be the Day (альбом)
«That’ll Be the Day» (название представляет собой игру слов: буквальное значение — «будет такой день», но в то же время данный оборот является сленговой идиомой со значением «этого никогда не случится», «чёрта с два») — популярная песня, написанная Бадди Холли и Джерри Эллисоном и исполнявшаяся многими музыкантами (в том числе The Crickets и Линдой Ронстадт). Песня известна также как самая первая композиция, записанная (лишь в качестве демодиска) группой The Quarrymen, впоследствии прославившейся как «Битлз». Несмотря на то, что авторство песни официально приписано также и Норману Пэтти, он был связан не с сочинением этой песни, а лишь с её записью.

## История песни
Песня появилась благодаря тому, что её создатели (Холли, Эллисон, а также Сонни Кёртис) в июне 1956 года посетили кинотеатр, где просмотрели фильм «Искатели». Фраза «that’ll be the day», часто повторяемая главным героем фильма Итаном Эдвардсом (в исполнении Джона Уэйна), стала для молодых музыкантов источником вдохновения.
Первая версия песни была записана 22 июля 1956 года под руководством продюсера Оуэна Брэдли (Owen Bradley) в Нашвилле. Издание данной версии лейблом Decca Records было отложено до 2 сентября 1957 года, когда песня была выпущена на стороне «Б» сингла «Rock Around with Ollie Vee». Позднее эта же версия песни была включена в альбом That’ll Be the Day (апрель 1958). В записи данной версии участвовали Бадди Холли (вокал, гитара), Сонни Кёртис (гитара), Дон Гесс (бас-гитара) и Джерри Эллисон (ударные).
Вторая версия песни, принёсшая ей популярность, была записана восемью месяцами спустя (25 февраля 1957 года) и выпущена 27 мая того же года в виде сингла (с песней «I’m Looking for Someone to Love» на стороне «Б») под лейблом Brunswick, являвшегося дочерним подразделением Decca. Поскольку условия контракта Холли с Decca запрещали перезаписывать уже записанный материал в течение пяти лет (даже если таковой и не был издан), продюсер Норман Пэтти был вынужден пойти на хитрость: новая версия была приписана группе The Crickets, что позволило Холли избежать юридических проблем. Кроме публикации в виде сингла данная версия также вошла в дебютный альбом The Crickets The “Chirping” Crickets (ноябрь 1957). В её записи участвовали Бадди Холли (гитара и основной вокал), Ларри Уэлборн (бас-гитара), Джерри Эллисон (ударные); Ники Салливан, Джун Кларк, Гари Толле и Рамона Толле исполняли подголоски.

## Успех и признание
Сингл, выпущенный под лейблом Brunswick (со второй версией песни), стал хитом. Он достиг первой позиции в чарте Best Sellers in Stores журнала Billboard, а также занял вторую строчку в чарте R&B singles chart. Сингл также достиг первой позиции в UK Singles Chart, где продержался 3 недели в ноябре 1957 года.
Песня считается классикой рок-н-ролла и заняла 39-ю позицию в списке 500 величайших песен всех времён по версии журнала Rolling Stone.

## Кавер-версия«Битлз»
Данная песня стала первой студийной записью группы The Quarrymen (позднее прославившейся как «Битлз»); в тот же день группа записала ещё и песню «In Spite of All the Danger». Запись была осуществлена в домашней студии Перси Филлипса (Phillips’ Sound Recording Services) в Ливерпуле; стоимость студийной работы составила 17 шиллингов и 3 пенса. По наиболее распространённой версии запись состоялась 12 июля 1958 года, хотя в отношении даты нет полной уверенности. Участники группы пели «вживую» на один-единственный микрофон. Основную вокальную партию исполнял Джон Леннон; кроме него в записи участвовали Пол Маккартни (подголоски, гитара), Джордж Харрисон (подголоски, гитара), Джон Лоу (фортепиано) и Колин Хентон (ударные).
В целях экономии средств участники группы взяли у звукорежиссёра лишь один ацетилцеллюлозный диск, на каждой стороне которого помещалась одна песня (оригинальная магнитофонная запись была уничтожена); каждый из участников группы держал его у себя по одной неделе. В итоге диск оказался у Джона Лоу, который сберегал его 23 года и в 1981 году решил продать на аукционе. Маккартни выкупил диск у Лоу (стоимость сделки не разглашается, однако известно, что Лоу отверг первоначальное предложение в 5000 фунтов стерлингов). С оригинального диска было сделано около 50 копий с несколько отредактированным звучанием, которые Маккартни раздал в качестве подарка друзьям и знакомым.
В 2004 году журнал Record Collector назвал оригинал данного диска самой ценной существующей записью, оценив её стоимость в 100 тысяч фунтов. В 2011 году его стоимость оценивалась уже в 150 тысяч фунтов; в настоящее время диск по-прежнему принадлежит Маккартни, который, по всей видимости, не намерен его продавать.
Официально запись этой песни была издана лишь в 1995 году на альбоме Anthology 1.

## Другие кавер-версии
К числу наиболее известных кавер-версий песни можно отнести следующие:
- Кавер-версия американского исполнителя Бобби Ви, опубликованная на его альбоме «I Remember Buddy Holly» (1963 год).
- Версия группы The Everly Brothers была выпущена в виде сингла в 1965 году и достигла 30 позиции в Великобританских чартах.
- Группа The Flamin’ Groovies записала свою кавер-версию в 1972 году; их версия вошла в изданное на компакт-дисках переиздание альбома Teenage Head.
- Группа Foghat включила кавер-версию песни в свой альбом Energized (1974 год).
- Линда Ронстадт включила кавер-версию песни в свой альбом Hasten Down the Wind (1976 год), завоевавший премию «Грэмми». Сингл с этой композицией поднялся до 11 позиции в Billboard Pop Singles Chart и до 27 позиции в чарте Hot Country Songs. Песня была выпущена также на компиляционном альбоме Greatest Hits (1976 год) и на трибьют-альбоме Listen to Me: Buddy Holly (2011 год).
- Группа The La’s записала кавер-версию в 1986 году.
- Группа Modest Mouse записала кавер-версию песни для своего альбома Rave On Buddy Holly (2011 год).